# Droga I/63 (Słowacja)
Droga krajowa 63 (słow. Cesta I/63) – droga krajowa I kategorii prowadząca przez południową Słowację. Trasa biegnie równolegle do koryta Dunaju - wzdłuż granicy z Węgrami. Jedno-jezdniowa arteria zaczyna się w centrum Bratysławy i prowadzi przez miasto Dunajská Streda i Komárno do Štúrova. Ostatnim elementem arterii jest Most Marii Walerii na Dunaju łączący sieć słowackich dróg z węgierską drogą nr 11. Na odcinku Bratysława - Veľký Meder droga nr 63 jest częścią trasy europejskiej E575.